# Trevignano
Trevignano is een gemeente in de Italiaanse provincie Treviso (regio Veneto) en telt 9562 inwoners (31-12-2004). De oppervlakte bedraagt 26,5 km², de bevolkingsdichtheid is 361 inwoners per km².

## Demografie
Trevignano telt ongeveer 3183 huishoudens. Het aantal inwoners steeg in de periode 1991-2001 met 9,9% volgens cijfers uit de tienjaarlijkse volkstellingen van ISTAT.
| Jaar | Inwoneraantal |
| ---- | ------------- |
| 1991 | 8254          |
| 2001 | 9074          |

## Geografie
De gemeente ligt op ongeveer 77 m boven zeeniveau.
Trevignano grenst aan de volgende gemeenten: Istrana, Montebelluna, Paese, Vedelago, Volpago del Montello.